# (5398) 1989 AK1
(5398) 1989 AK1 (1989 AK1, 1971 QN1, 1982 UD9, 1982 VV9, 1987 TC) — астероїд головного поясу, відкритий 13 січня 1989 року.
Тіссеранів параметр щодо Юпітера — 3,230.